# Trutgrundet (Bergön)
Trutgrundet is een Zweeds eiland behorend tot de Pite-archipel. Het eiland ligt ten zuiden van Bergön. Het heeft geen oeververbindingen is onbewoond / onbebouwd.